# Susan Aho

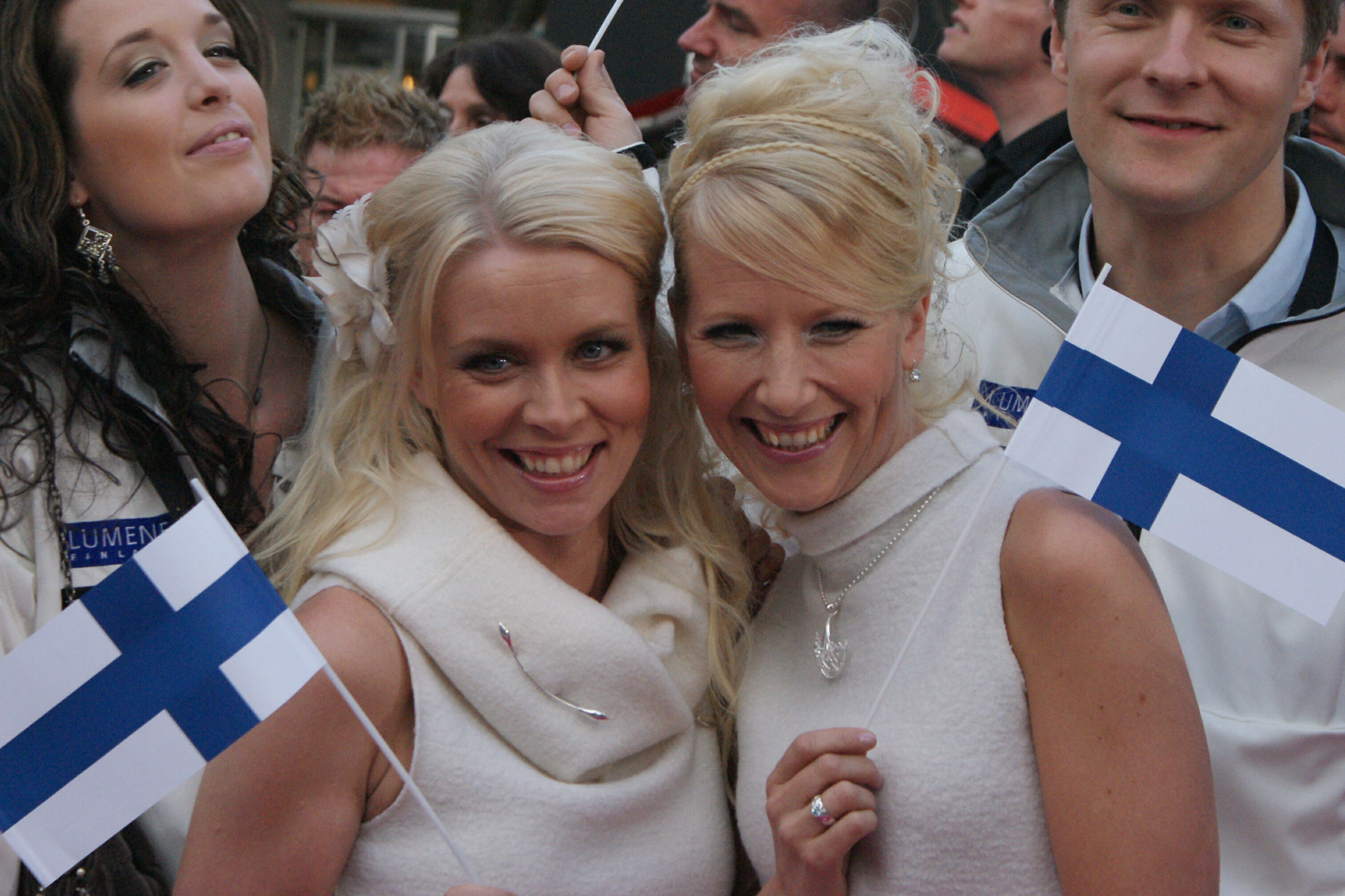
Johanna Virtanen y Susan Aho en la celebración de apertura de Eurovisión 2010 en Oslo, Noruega

Susan Aho es una cantante y compositora de música folclórica finlandesa y miembro del grupo Värttinä. En 2010, representó a Finlandia en el Festival Eurovision como parte del dúo Kuunkuiskaajat.

## Biografía
Susan Aho nació en Espoo, en Finlandia Meridional, cerca de la capital, Helsinki.
Habiendo tocado el acordeón desde los 13 años, Aho se unió a Värttinä en 1998, reemplazando a Riitta Kossi, y fue la acordeonista y vocalista en su álbum Vihma. En el siguiente álbum, Ilmatar (2001) se limitó al canto, ya que Markku Lepistö la reemplazó como acordeonista. Estudia en la Academia Sibelius en Helsinki y participa en varios otros proyectos además de Värttinä.
Fue vocalista y acordeonista en el grupo griego Odysseia, fue miembro de la banda de folk Metsänväki, y con el acordeonista finlandés Minna Luoma tocó canciones gitanas finlandesas en el grupo Rotunaiset. Desde 1998, es miembro del grupo balcánico-finlandés Vaeltajat, con quien también canta y toca el acordeón.
Aho también trabaja con el Nukketeatteri Sampo (Teatro de marionetas de Sampo, fundado en 1977) en Helsinki; La interacción del teatro de marionetas tradicional con música y poesía juegan un papel importante en su trabajo.
Fundó el dúo Kuunkuiskaajat con Johanna Virtanen en 2008. En 2010 ganaron los ensayos finlandeses para el Festival Eurovisión de ese año con la canción "Työlki ellää", pero no clasificaron para la final. En 2011, Aho leyó el puntaje finlandés para el 56.º concurso de canciones de Eurovisión en Düsseldorf, Alemania.

## Discografía

### ConVärttinä
- 1998 Vihma
- 2000 Ilmatar (con varios relanzamientos en 2001)
- 2001: 6.12. (álbum en vivo)
- 2002: Live in Helsinki (= 6.12. ), Double Life (compilación de 2-CD)
- 2003: Iki
- 2005: Snow Angel (compilación, lanzado solo en la República Checa); con Värttinä en Simon Ho: Simon Ho
- 2006: Miero; con Värttinä en: Ho Orchestra: A normal Sunday (live CD); Archive Live (DVD)
- 2007: 25 (compilación que incluye canciones de todos los álbumes de Värttinä)
- 2012: Utu

## Otros lanzamientos
2008: Kuunkuiskaajat - Kuunkuiskaajat